# Carbayera de El Tragamón

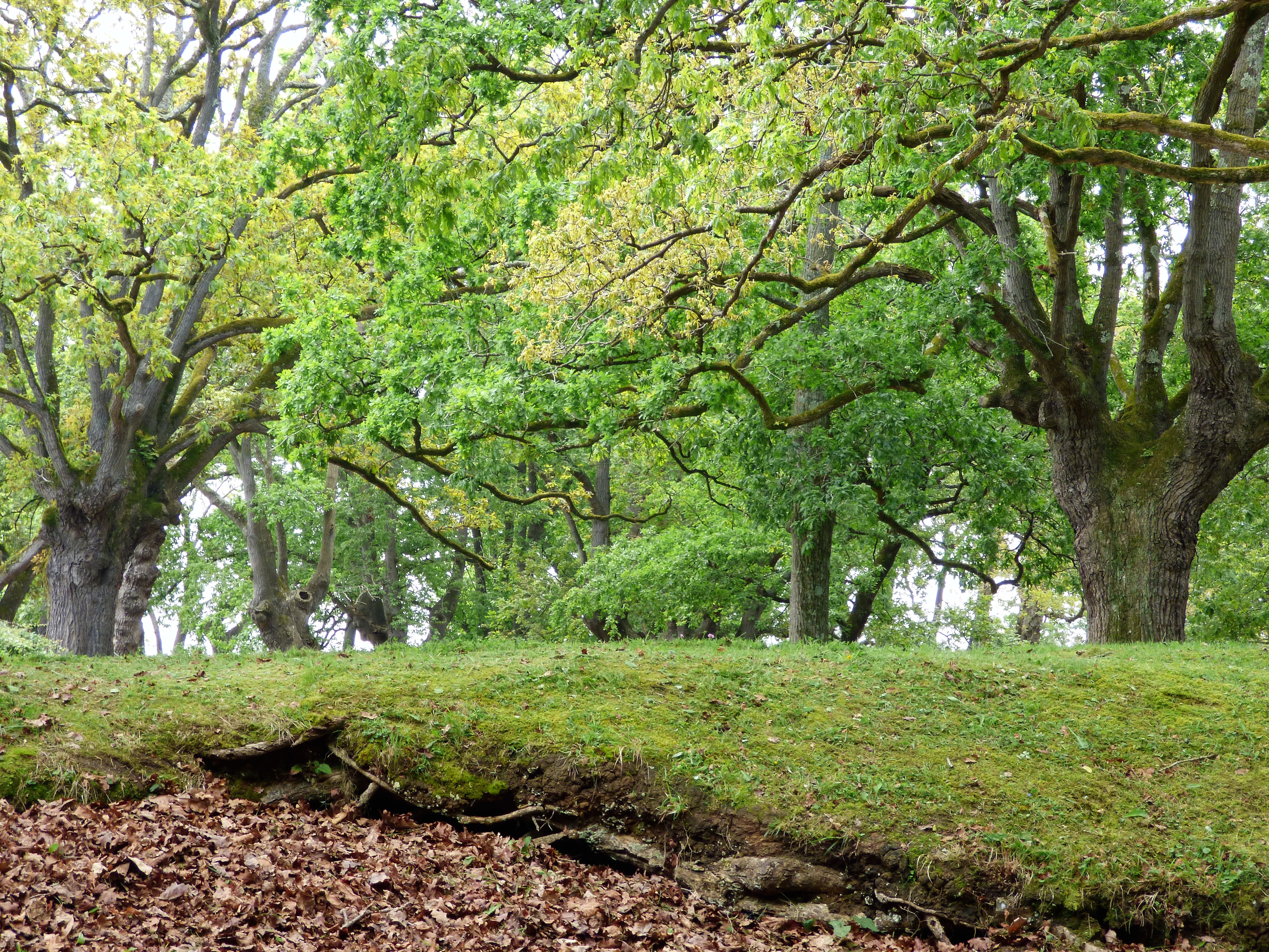
La Carbayera

La carbayera de El Tragamón es un robledal de 4,8 hectáreas de árboles centenarios. Se localiza en Cefontes, lugar de la parroquia gijonesa de Cabueñes (Principado de Asturias, España). Muy próximo ella se encuentra el campo golf municipal «El Tragamón». En la zona hay unos 192 ejemplares de la especie Quercus robur (roble común o carbayo en asturiano) y un ejemplar de la especie Quercus pyrenaica (roble negro).
En la zona costera asturiana prevalece como vegetación más potencialmente posible el roble común o «Quercus robur», roble carballo o roble fresnal pero debido a que la franja costera está muy urbanizada e industrializada han ido desapareciendo transformándose zonas de cultivo, en prados para pastar los animales o bien en plantaciones de otros tipos de árboles de más rápido crecimiento para ser utilizados en la industria maderera. Sin embargo, en Cefontes, en la parroquia de Cabueñes, hay árboles centenarios rodeados de pradera y es debido a esa peculiaridad de esta pequeña superficie de casi cinco hectáreas que este robledal haya sido declarado monumento natural el 13 de marzo de 2003, por lo que está protegido e incluido en el plan de recursos naturales de Asturias con la denominación de «Parque Natural de la Carbayera de El Tragamón». El decreto correspondiente es «Decreto 21/2003 de 13 de marzo» por el «Plan de Ordenación de los Recursos Naturales de Asturias» (PORNA). Aproximadamente la mitad de esta carbayera forma parte en la actualidad del Jardín botánico atlántico de Gijón. Este es el único jardín botánico de Asturias. Es miembro de la Asociación Ibero-Macaronésica de Jardines Botánicos, y asimismo del BGCI.

## El roble común

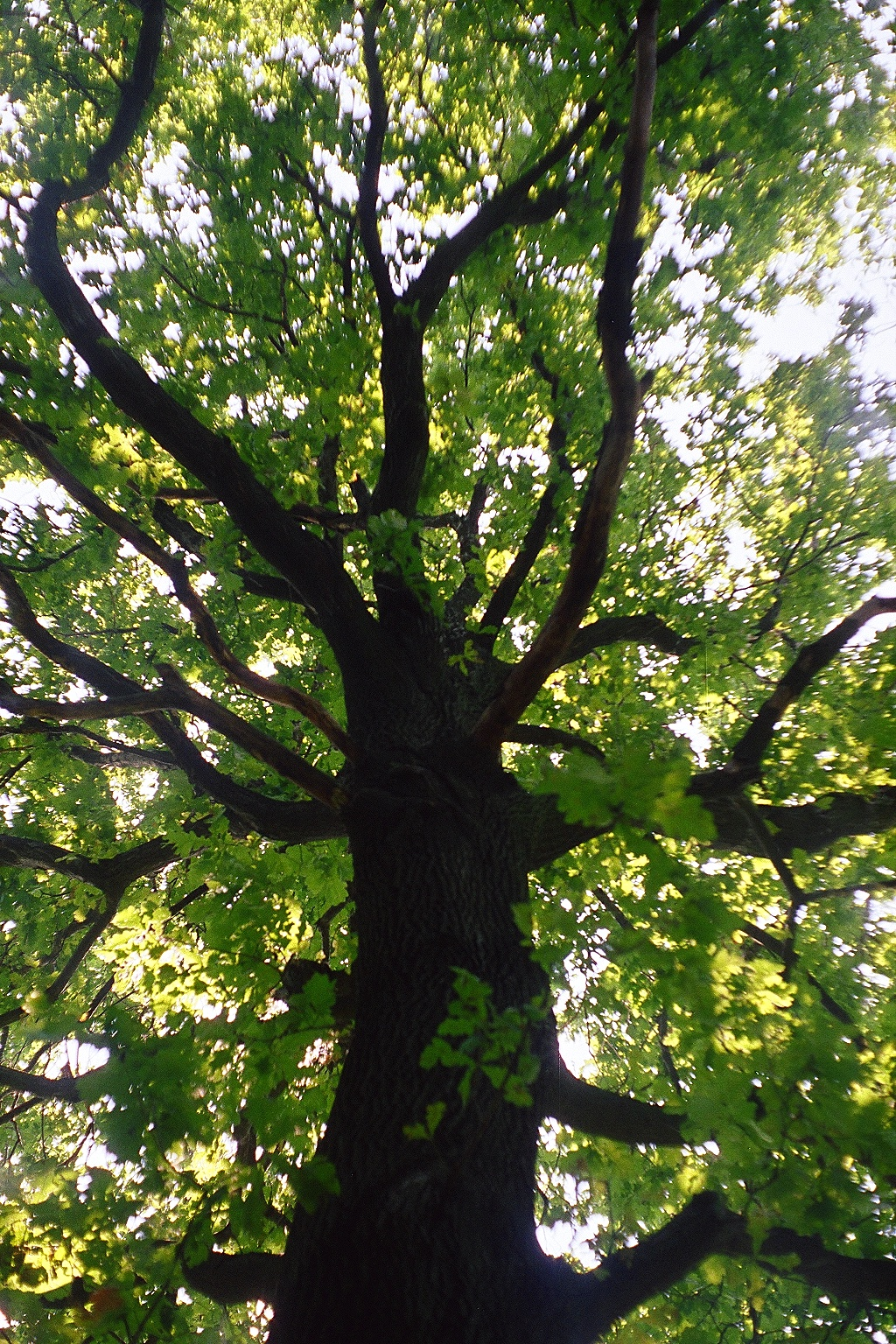
Roble común o Quercus robur

El roble, árbol base de este entorno es un árbol robusto, de porte majestuoso, que puede superar los 40 metros de  altura. Pertenece al género Quercus, que son los robles blancos de Europa, Asia y América del Norte. Tienen los estilos cortos; las bellotas maduran en 6 meses y tienen un sabor dulce y ligeramente amargo. Las hojas carecen de una mayoría de cerdas en sus lóbulos, que suelen ser redondeados. Tiene flores masculinas en amentos colgantes, verdes-amarillentos, que nacen solitarios o en grupos de ramillas del año anterior. Bellotas colgantes sobre un largo pedúnculo, aovado-oblongas, con caperuza o cascabillo de escamas casi planas, empizarradas.

## Descripción de la Carbayera

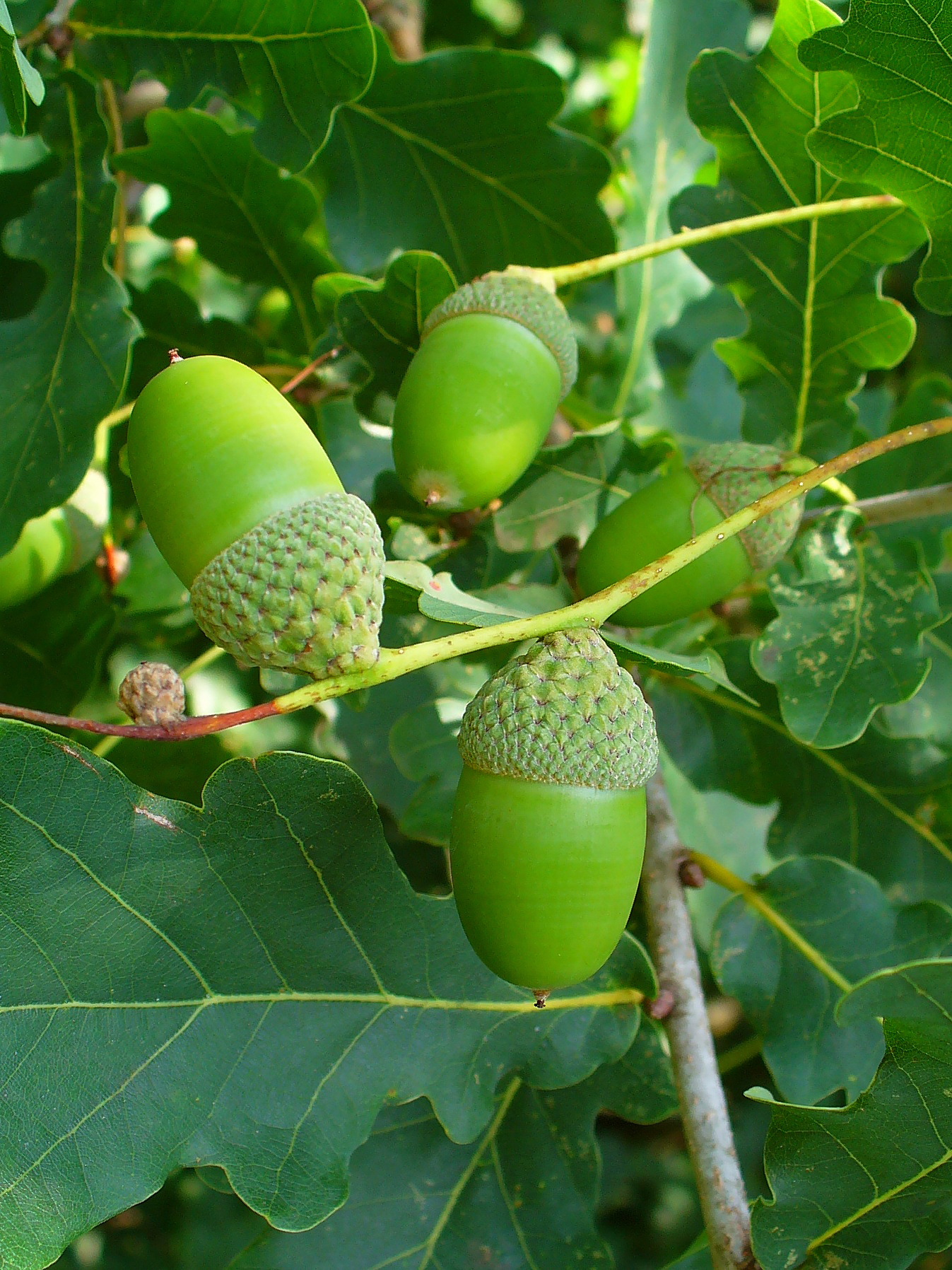
Las hojas tienen un peciolo muy corto, mientras que hay bellotas colgantes sobre un largo pedúnculo.

Este bosque está  a ambos lados de la carretera de Castiello a Cabueñes. La zona norte la cruza el río Peñafrancia y es la parte más frondosa
La Carbayera es un bosque de pequeño tamaño en que solo hay robles centenario sin ejemplares jóvenes. Tiene características de dehesa con árboles de unos 500 años, lo que quiere decir que son bosques que ya estaban creciendo en el siglo XVI si bien la mayoría tienen entre 250 y 350 años y debieron ser plantados de forma artificial pues se ve la alineación recta de los árboles si bien hay otros más jóvenes, de unos 50 años, que nacieron de forma natural; son los que están en la zona norte de la Carbayera. Se nota en los viejos robles que han sufrido las consecuencias de podas y desmoches hechos para la extracción de madera. Esta corta fue particularmente intensa en los siglos XVIII y XIX. La última poda intensa de la Carbayera fue en 1905.
Las características del bosque adehesado es una consecuencia del trabajo y trato tradicional del bosque que se utilizaba para la extracción de madera como combustible con lo cual no desaparecían los árboles y como zona de pasto para los animales. Este tipo de bosque ha ido disminuyendo de superficie pero quedan masas importantes de alcornoques (Quercus suber) y encinas (Quercus ilus; rotundifolia). En este tipo de bosque adehesado se establecen una serie de animales como hongos, líquenes, insectos xilófago que destruye la madera y murciélagos.

## Jardín Botánico de Gijón y La Carbayera
Jardín Botánico Atlántico de Gijón tiene una extensión de 150.000 m². aunque está en proyecto su expansión hasta los 250.000 m². Dentro de todo este terreno se catalogan alrededor de 30.000 plantas de 2.000 especies distintas.En este bosque en el que predomina el roble, también se pueden encontrar ejemplos de castaño, haya, arces, cerezos o fresnos. Dentro de la fauna del bosque pueden verse gran variedad de aves como el mirlo, petirrojo o pinzón.

## Otros aspectos
Una forma muy recomendada de ver una gran parte de la Carbayera es en bicicleta de montaña, que no solamente no está prohíbo su uso sino que hay rutas específicas que pasan por medio de ella como por ejemplo la senda: «Carbayera de El Tragamón - Fuente y Lavadero de Isabel II - Carbayera de La Pipa»  cuya ruta es:  Gijón - Senda Río Piles (Parcial) - Senda del Peñafrancia (Parcial pasando por la Carbayera de El Tragamón) - Fuente de Isabel II - Caminos de Cabueñes, Somió y La Providencia - Senda Litoral (Parcial) - Mirador de La Providencia - Gijón, con una longitud de unos 25 km y una dificultad media. Tiene un desnivel acumulado de subida de 365 m y tiene numerosas fuentes, la más conocida es la «Fuente El Manolillo».
Al sur, en una zona que carece de sotobosque, se han aprovechado unos prados para poner mesas y bancos de madera para disfrute de las familias u otro tipo de colectivos.